# Loggia (nume)
Loggia este un nume de familie italian.
În Italia, el este întâlnit mai ales în zona de nord și în Sicilia, cu concentrații mai mari în zonele din jurul orașului Torino și în zonele dintre Agrigento și Butera, sugerând origini siciliene.
Ramurile ale familiei Loggia pot fi găsite, de asemenea, în Filipine și Statele Unite ale Americii.

## Personalități
- Robert Loggia (1930-2015), actor american